# Maximilian 3. Joseph af Bayern
Maximilian 3. Joseph (28. marts 1727 – 30. december 1777) var kurfyrste af Bayern fra 1745 til 1777.
Han tilhørte Huset Wittelsbach og var søn af den tysk-romerske kejser Karl 7. Han blev efterfulgt som kurfyrste af sin fjerne slægtning, kurfyrst Karl Theodor af Pfalz.